# HK Lada Toljatti
HK Lada Toljatti är en ishockeyklubb i Toljatti, Ryssland. Laget spelade säsongerna 2008/2009 och 2009/2010 i KHL men fick dra sig ur, bland annat på grund av krav på arenans kapacitet. Efter det spelade laget i VHL under fyra säsonger, men efter att ha byggt en ny arena, så spelar nu laget åter i KHL från och med säsongen 2014/2015. Inför säsongen 2018/2019 återanslöts dock laget till VHL, och spelar därmed inte längre i KHL.

## Historia
I juli 1976 bildades klubben som Torpedo Toljatti och 31 augusti 1976 spelade de den första matchen mot Dizelist Penza, vilken slutade 3–3. År 1990 blev Gennadiy Tsigurov tränare för laget, och 1991 når Lada högsta divisionen i dåvarande Sovjet: den Sovjetiska mästerskapsserien i ishockey. Redan andra säsongen (1992/1993) i högsta serien nådde laget final, vilken förlorades mot Dynamo Moskva. Det kom att bli just dessa två lag (Lada och Dynamo) som kom att mötas i finalen fyra år i rad, och säsongen 1993/1994 vann Lada sin första av två mästerskapsmedaljer, som första klubb utanför Moskva.
Säsongen 1994/1995 spelade laget final i både i Europacupen och i IHL, men förlorade båda. Säsongen 1995/1996 spelade Lada final i Spengler Cup mot det kanadensiska landslaget, men förlorade. Däremot blev laget i slutet av denna säsong IHL mästare för andra gången. Säsongen 1996/1997 vann Lada Europacupen, efter seger på övertid mot Modo Hockey. 

## Mästerskapstitlar
IHL mästare: (2): 1994, 1996

 Europeiska klubbmästare:  (1): 1996

 Continental Cup: (1): 2006

## Alumni
- Ilja Bryzgalov
- Andrej Kovalenko
- Aleksej Kovaljov
- Viktor Kozlov
- Aleksandr Siomin
- Dainius Zubrus